# Карницкий, Александр Иванович
Алекса́ндр Ива́нович Карни́цкий (бел. Аляксандр Іванавіч Карніцкі; род. 14 февраля 1989, Столбцы, Минская область, Белорусская ССР, СССР) — белорусский футболист, полузащитник клуба «Диошдьёр II». Выступал в сборной Беларуси.

## Карьера
Воспитанник столбцовской ДЮСШ. Первый тренер — Сергей Арсеньевич Шингель. Именно благодаря ему Александр оказался в клубе «Барановичи», выступавшем в первой лиге. Дебютировал в клубе в сезоне 2009 года. По причине тяжёлого финансового состояния барановичского клуба в 2011 году перешёл в «Полоцк». В 2012 году подписал годичный контракт с «Гранитом». В середине сезона, 7 июля, был приглашён на просмотр в клуб «Гомель». Просмотр не завершился моментальным подписанием контракта, но за игроком продолжали следить. После завершения сезона 2012 года, по итогам которого Александр был признан лучшим игроком клуба, футбольный агент Виталий Леденев устроил игроку просмотры в Польше, им интересовались местные «Медзь» (Первая лига) и любинский «Заглембе» (Экстракласса), а также чешский «Яблонец» (Гамбринус Лига).
8 декабря 2012 года подписал контракт с «Гомелем» сроком на 2 года. В предсезонке наигрывался в основном составе клуба. 30 марта 2013 года, в дебютном матче в высшей лиге против могилёвского «Днепра» забил свой первый гол за клуб. 24 мая в компенсированное время забил победный гол в матче против БАТЭ, в интервью после игры назвав этот гол «пока вершиной своей карьеры». 7 июля забил гол с 70-ти метров в ворота клуба «Торпедо-БелАЗ» ударом со своей половины поля со штрафного. После двух кругов чемпионата-2013 был лучшим игроком лиги по показателю выигранной борьбы.
16 ноября 2013 года между БАТЭ и «Гомелем» была достигнута договорённость о том, что по окончании сезона Карницкий станет игроком БАТЭ. В первой половине сезона 2014 появлялся на поле нерегулярно. Осенью начал показывать хорошую игру и закрепился в основном составе борисовчан на позиции атакующего полузащитника. 16 октября 2014 года оформил хет-трик в матче с солигорским «Шахтёром», 22 ноября отдал четыре голевые передачи в матче с «Гомелем».
1 сентября 2016 года подписал трёхлетнее соглашение с израильским «Хапоэлем». Сначала играл в основе, однако в начале 2017 года потерял место в составе, и в феврале соглашение «Хапоэля» с полузащитником было разорвано. Вскоре вернулся в Беларусь и стал тренироваться с «Гомелем», рассматривая варианты продолжения карьеры за границей. Однако позднее решил остаться в гомельском клубе, подписав контракт до конца сезона 2017.
21 июня 2017 подписал однолетний контракт с дебютантом российской премьер-лиги «Тосно». Закрепился в стартовом составе команды. После расформирования клуба летом 2018 года подписал контракт с румынским «Сепси».
В июне 2019 года подписал двухлетний контракт с венгерским клубом «Мезёкёвешд». Сыграл свой 100 матч в рамках венгерского чемпионата 24 февраля 2023 года против клуба «Гонвед». В октябре 2023 года стало известно, что футболист покинул венгерский клуб. Однако затем данная информация было опровергнута, сообщив что у футболиста ещё год по контракту и что тот пропустил начало сезона из-за травмы.

### В сборной
7 октября 2017 года дебютировал за национальную сборную Беларуси в отборочном матче Чемпионата мира-2018 против Нидерландов (1:3), проведя на поле все 90 минут.

## Достижения

### Командные
БАТЭ
- Обладатель Суперкубка Беларуси (3): 2014, 2015, 2016
- Чемпион Беларуси (2): 2014, 2015
- Обладатель Кубка Беларуси: 2014/15

«Тосно»
- Обладатель Кубка России: 2017/18

### Личные
- В списках 22 лучших футболистов чемпионата Беларуси: сборная «Б» — 2013, 2014